# スズ100
スズ100 (Tin-100・100Sn) とは、スズの同位体の1つ。

## 概要
100Snは、それぞれ50個の陽子と中性子で構成されたスズの同位体である。陽子と中性子が同数存在する核種の中では、100Snは最も重い核種であり、それより重い元素では必ず中性子の数が陽子の数を上回っている。それのみならず、核子の数が50というのは、核種が安定になりやすいといわれている魔法数を二重で満たすため、100Snは二重魔法核である。100Snの半減期は1.1±0.4秒であり、通常の核種から見れば決して安定とはいえないが、それでも付近の核種から比較すれば比較的安定である。なお、100Snはスズの中で2番目に軽い同位体であり、最も軽い同位体である99Snは、中性子の数が陽子の数より少ない中では最も重い核種である。

## 崩壊
100Snはその83%以上が陽電子放出によって100Inに崩壊し、17%以下は陽電子放出に加え陽子放出によって99Cdに崩壊する。分岐したいずれの核種もかなり不安定であり、一部に異なる崩壊モードもあるが、ほとんどが連続した陽電子放出によって、最終的に95Mo、98Ru、99Ru、100Ruのいずれかに行き着く。例えば、5回の陽電子放出と1回の電子捕獲による、質量数が全く変化しない同重体間での以下のような崩壊系列がある。
{\displaystyle \mathrm {^{100}_{\ 50}Sn\ {\xrightarrow[{1.1\ s}]{\beta ^{+}}}\ _{\ 49}^{100}In{\xrightarrow[{5.9\ s}]{\beta ^{+}}}\ _{\ 48}^{100}Cd{\xrightarrow[{49.1\ s}]{\beta ^{+}}}\ _{\ 47}^{100}Ag{\xrightarrow[{2.01\ min}]{\beta ^{+}}}\ _{\ 46}^{100}Pd{\xrightarrow[{3.53\ d}]{\ EC}}\ _{\ 45}^{100}Rh{\xrightarrow[{20.8\ h}]{\beta ^{+}}}\ _{\ 44}^{100}Ru} }
100Snは1994年に124Xeと9Beを衝突させて合成されたが、実際の崩壊を詳細に観測できたのは2012年になってからである。この崩壊速度は、既知の核種で最速の遷移速度を持っていた。連続した陽電子放出の観測は、r過程においてどのように重い元素が合成されるかについての理解や、ニュートリノの質量を観測する事が期待されている。

## その他
100Snに中性子を1個加えたものである101Snは、100Snの安定性から珍しい基底状態を有している。